# Голубев, Игорь Иванович
И́горь Ива́нович Го́лубев (27 ноября 1940, Ленинград, СССР — 24 июля 1996, Санкт-Петербург, Россия) — советский и российский музыкант, лидер рок-группы «Джонатан Ливингстон», один из «отцов-основателей» русской рок-музыки, принимал деятельное участие в создании Ленинградского рок-клуба. В 1988 году, по рекомендации ученого совета Ленинградского дома ученых, была открыта лаборатория ритма и энергетики движения «Суинг», ставшая учебным центром при Ленинградском рок-клубе, первая в России рок-школа.

## Биография
Игорь Иванович Голубев родился в 1940 году в Ленинграде. С 1957 по 1959 год работал на Кировском заводе слесарем. В 1963 году окончил спортивно-медицинский институт им. Лесгафта, получив звание мастера спорта СССР. В 1972 году окончил музыкальное училище им. Мусоргского по специальности дирижёр-хоровик. Затем много лет работал в различных ансамблях барабанщиком. В 1981 году входил в инициативную группу по созданию рок-клуба, защищая концепцию «рок-клуба, отделённого от государства наподобие церкви», созданного не для концертной или коммерческой деятельности, а для духовного единения музыкантов.